# (3044) Saltykov
(3044) Saltykov (1983 RE3) – planetoida z pasa głównego asteroid okrążająca Słońce w ciągu 4,82 lat w średniej odległości 2,85 j.a. Odkryta 2 września 1983 roku.